# Wettermuseum Lindenberg
Das vom Verein Wettermuseum e.V. ehrenamtlich geführte Museum für Meteorologie und Aerologie befindet sich in Lindenberg, einem Ortsteil der Gemeinde Tauche im Landkreis Oder-Spree (Brandenburg). Die Vereins- und Museumsgründung im Jahr 2006 war eine Reaktion auf die positive Resonanz der Öffentlichkeit zur 100-Jahr-Feier des Meteorologischen Observatorium Lindenberg des Deutschen Wetterdienstes, das sich in der Nähe befindet. 
In Deutschland gibt es keinen anderen Museumsstandort, der sich der Sammlung, Bewahrung und Vermittlung zur Meteorologie als Ganzes verpflichtet fühlt. Der Standort Lindenberg kann durch das Wirken des Observatoriumsgründers Richard Aßmann (Initiator der Berliner wissenschaftlichen Luftfahrten, Mitentdecker der Stratosphäre), der hier 1911 belegten Gründung des Luftfahrerwarndienstes für Deutschland (Vorläufer der Flugsicherung) oder dem bis heute nicht angetasteten Höhenweltrekord für Drachenflug am 1. August 1919 mit 9740 m die Geschichte der Meteorologie sehr authentisch vermitteln. Zahlreiche national und international bekannt gewordene Meteorologen haben in Lindenberg gearbeitet, wie z. B. Alfred Wegener, Hugo Hergesell, Arthur Berson und Harald Koschmieder.

## Geschichte
Der Verein »Wettermuseum e. V.« hat sich am 15. September 2006 in der Lindenberger Schulstraße 4 gegründet. In einem Anbau der ehemaligen Schule entstand die erste Ausstellung zum Thema Meteorologie, die bis 2013 dort besichtigt werden konnte. Zwei Denkmäler, die so genannte Ballonhalle 2 und das Windenhaus 2, wurden vom Verein durch Ankauf vor dem Verfall gerettet und nach der Renovierung als Ausstellungsräume verwendet. Die neben der Ballonhalle und dem Windenhaus befindliche Steinbaracke der ehemaligen Radiosondenprüfzentrale wurde ebenfalls durch den Verein aufgekauft und nach zweijähriger Bauzeit zum Besucherzentrum des Wettermuseums. Die finanziellen Mittel der Käufe stammen aus Fördermitteln, Spenden, Mitgliedsbeiträgen und Eintrittsgeldern.

## Das Museum

### Besucherzentrum

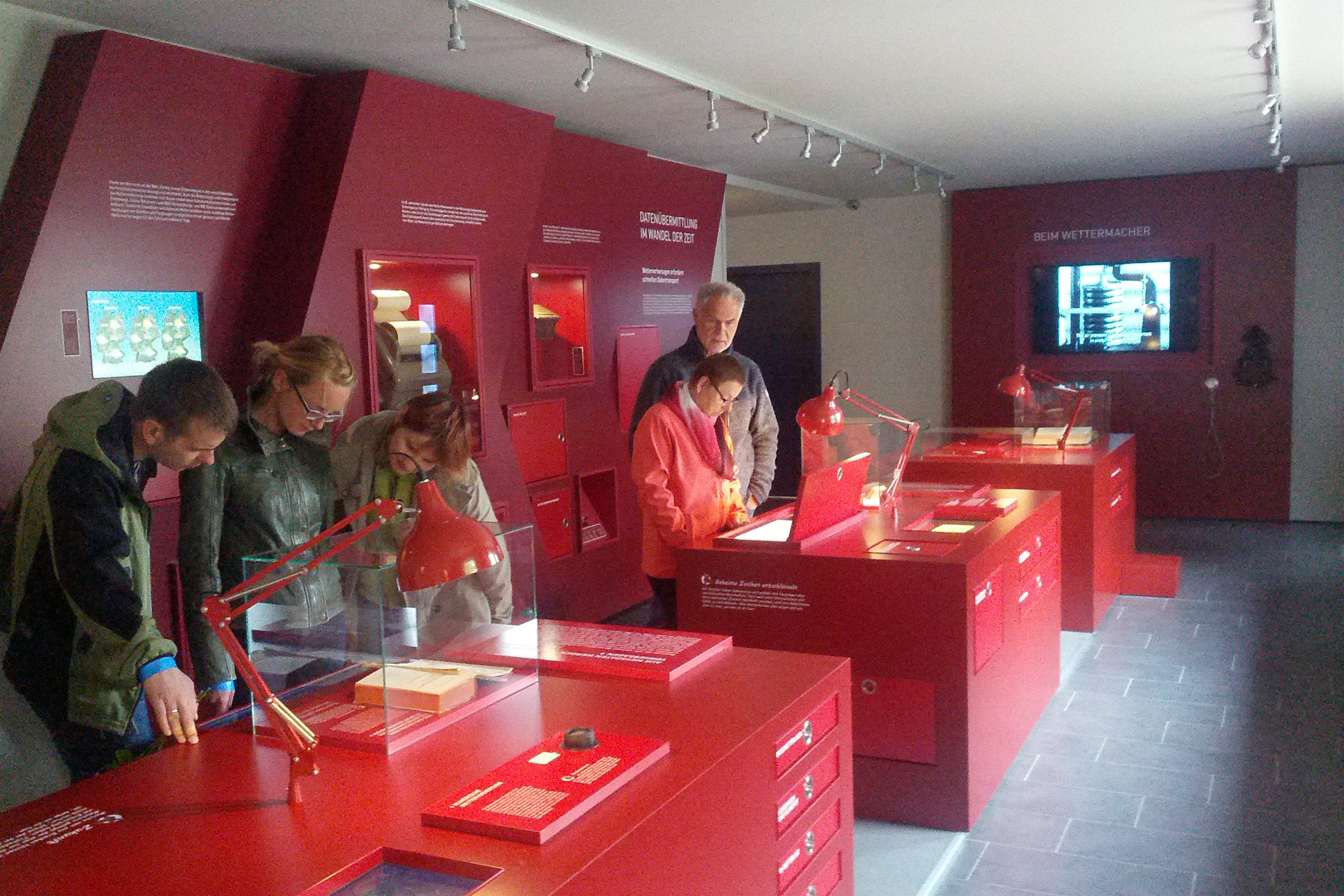
Wettermuseum Lindenberg – Teil der Dauerausstellung im Besucherzentrum

Das im Mai 2015 der Öffentlichkeit nach zweijähriger Bauzeit übergebene moderne Besucherzentrum zeigt in der ca. 160 m² großen Dauerausstellung »Vom Wetter zum Klima« die wesentliche Entwicklungen und Ereignisse in der Meteorologie aus rund 100 Jahren und die meteorologischen Messverfahren. Es werden die Anfänge und Fortschritte in der Meteorologie bis zur heutigen Wissenschaft und Forschung vorgestellt. Messinstrumente zur Messung von Strahlung, Temperatur, Luftdruck, Luftfeuchte, Windstärke und -richtung, Bewölkung und Niederschlag sind in leichtverständlichen, interaktiven Installationen und Projektionen zu sehen.

### Ballonhalle 2

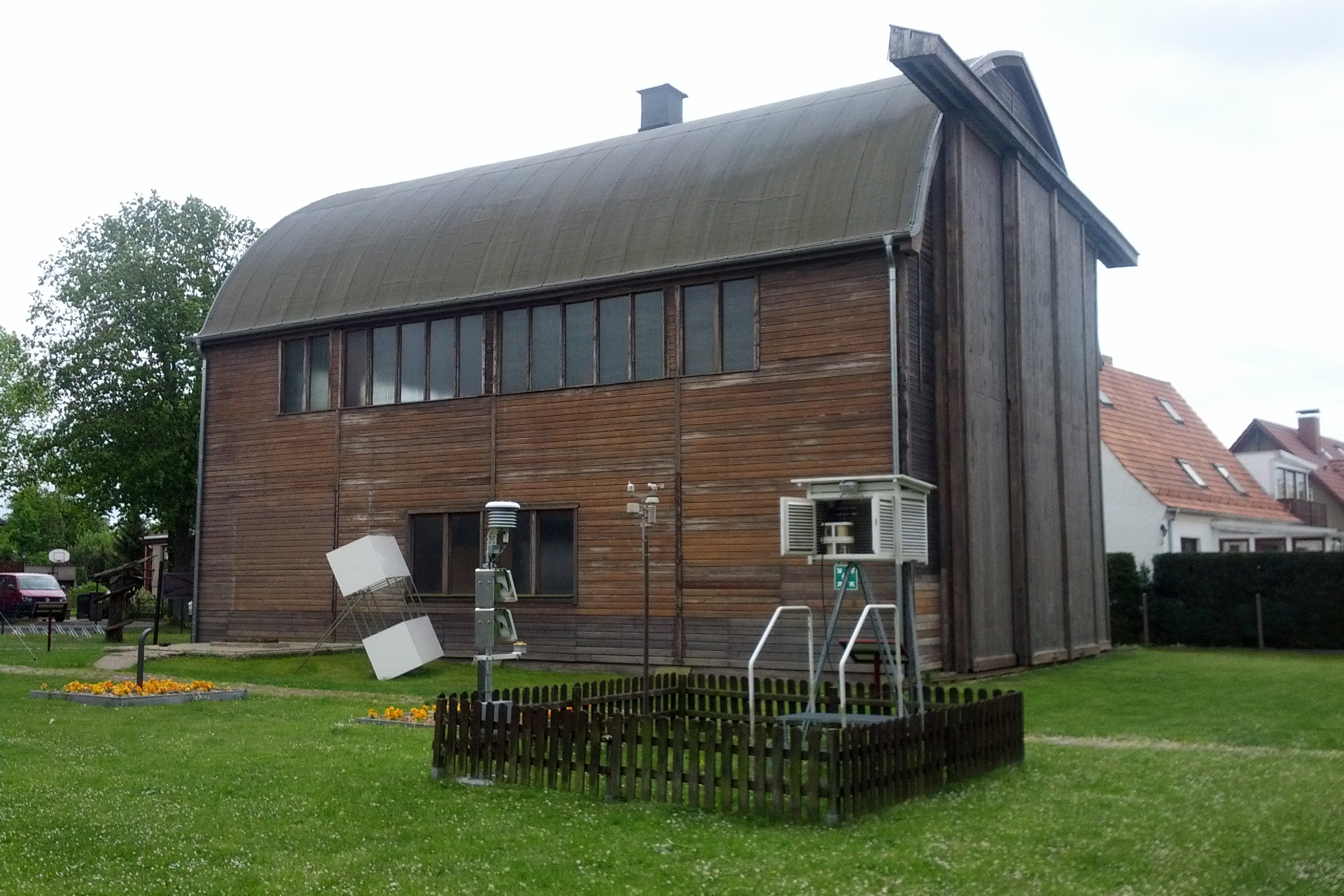
Wettermuseum Lindenberg – Ballonhalle 2 und Wetterhütte

Die Ballonhalle wurde 1936 errichtet und diente damals zum Befüllen der Ballons und zum Lagern der Fesselballons und Drachen. Heute steht diese Halle mit einem „gotisierenden“ Spitztonnendach nach Art des Zollingerdachs unter Denkmalschutz. Im März 2007 wurde die Ballonhalle durch Lottogelder und in einer 96-Stunden-Aktion des rbb durch viele Helfer denkmalgerecht restauriert. Seitdem beherbergt sie eine umfassende Ausstellung zu den historischen Aufstiegstechniken in der freien Atmosphäre, zum Beispiel Drachen und Radiosonden. Außerdem befindet sich in der Halle eine international einmalige Ausstellung meteorologischer Großdrachen, die ab etwa 1895 im Einsatz für Forschung und Wettervorhersage waren. Ein Grundscher Regulierdrachen, entwickelt im Jahr 1929, ist noch Mitte des 20. Jahrhunderts geflogen und im Originalzustand vorhanden.

### Windenhaus 2

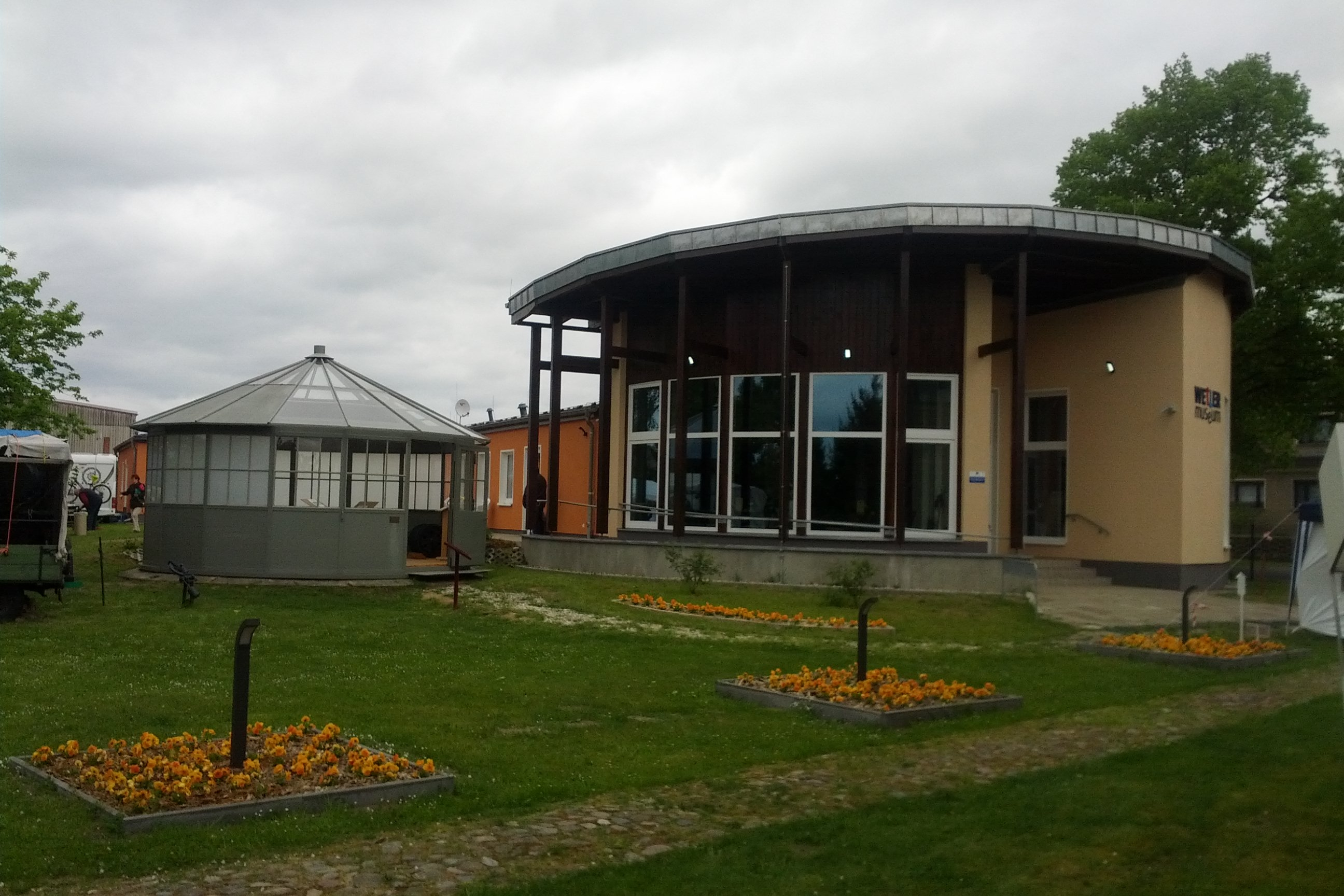
Wettermuseum Lindenberg – Windenhaus 2 (links) und Eingang Besucherzentrum

Das Windenhaus wurde zwischen 1936 und 1945 bei bestimmten Windrichtungen (Ostwind) zum Aufstieg von Wetterdrachen und Fesselballons genutzt. Es wurde 2011 durch die ortsansässige Firma Metallbau Krüger saniert und im Mai 2012 wieder der Öffentlichkeit verfügbar gemacht. Es steht heute unter Denkmalschutz.

### Klimazaun

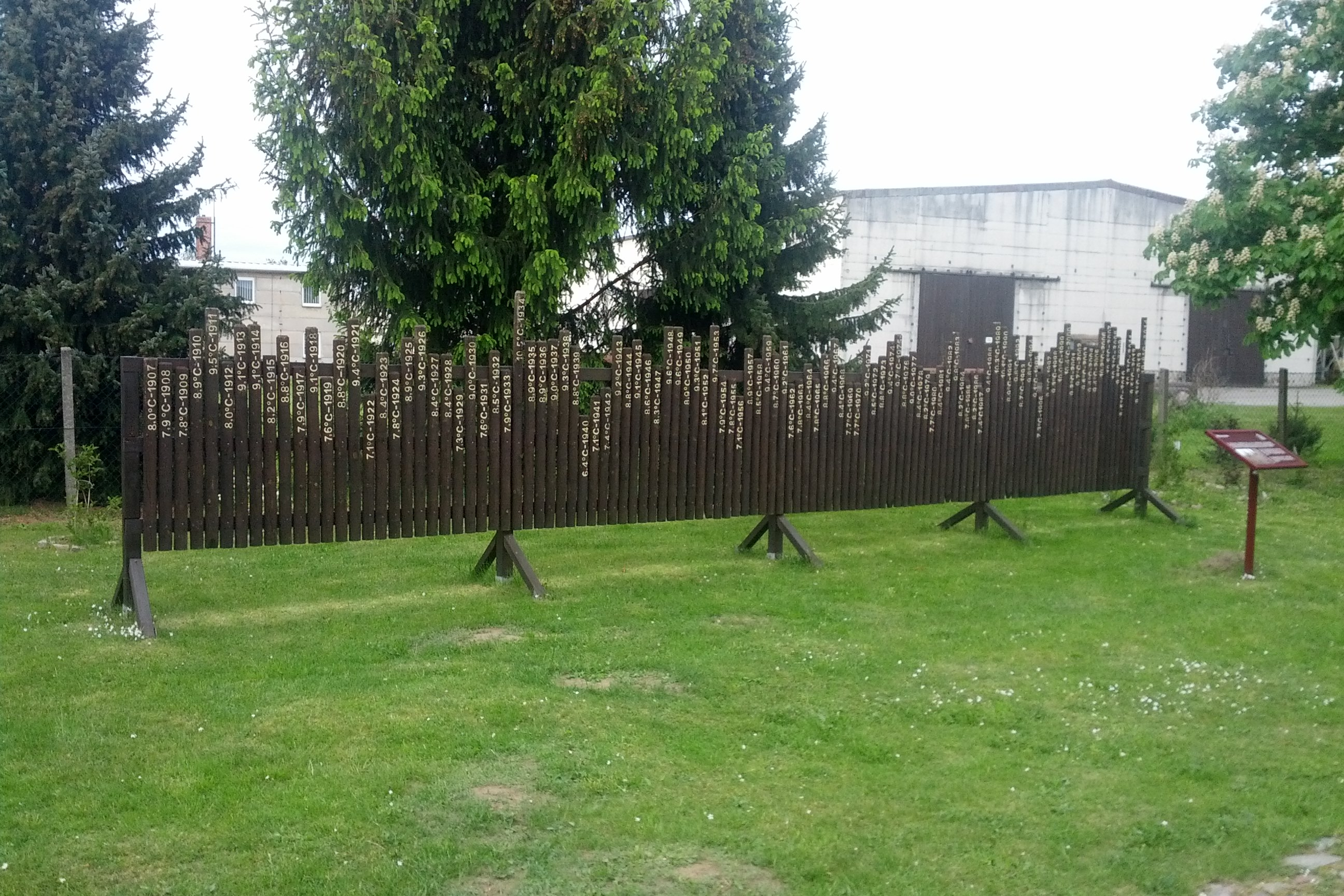
Wettermuseum Lindenberg – Klimazaun

Der Klimazaun verdeutlicht, wie sich die Temperatur in den über 100 Jahren Wetteraufzeichnung in Lindenberg verändert hat. Jedes Jahr wird eine weitere Latte angebracht, die die Höhe der Jahresmitteltemperatur visualisiert.